# Franklin Harbor Marine Park
Franklin Harbor Marine Park är en park i Australien. Den ligger i delstaten South Australia, omkring 190 kilometer nordväst om delstatshuvudstaden Adelaide.
Trakten är glest befolkad.
Stäppklimat råder i trakten. Genomsnittlig årsnederbörd är 409 millimeter. Den regnigaste månaden är juni, med i genomsnitt 70 mm nederbörd, och den torraste är oktober, med 9 mm nederbörd.